# Абу Саид аль-Джаннаби
Абу Саид аль-Джаннаби (араб. أبو سعيد حسن بن بهرام الجنابي‎; перс. ابوسعید حسن بن بهرام جنّابی‎ между 845 и 855, Джаннабе, Иран, Аббасидский халифат — Июнь/Июль 913, Эль-Хаса, Аравия) — персидский государственный деятель, основатель и первый эмир Карматского государства со столицей в Бахрейне. К 899 году ему и его сторонникам удалось покорить значительную территорию, в 900 году они одержали решительную победу над армией Аббасидского халифата, после чего три года спустя захватили город эль-Хаса провозгласив его столицей. Абу Саид правил своим государством до 913 года, после чего его убили, наследником был провозглашён его сын Саид.

## Ранние годы
Абу Саид родился в персидской семье в поселении Джаннабе в иранской провинции Аббасидского халифата Фарс. Точная дата его рождения неизвестна, но известно, что это произошло в десятилетие между 845 и 855 годами. Согласно ранним мусульманским источникам, Абу Саид от рождения был калекой на левую ногу. Позже он (или его последователи) утверждал, что имеет царское происхождение, являясь потомком властителей всей Сасанидской Персии. В молодости Абу Саид работал меховщиком или торговцем мукой, сначала в своём родном Джаннабе, а затем в окрестностях Эль-Куфы, куда он вскоре переехал. Здесь он женился на девушке из Бану-л-Кассар — семьи видных представителей исмаилитской общины в регионе. Его обучением, ровно как и прозелитизмом занимался исмаилитский даи Абу Мухаммад Абдан, шурин Хамдана Кармата. В период между 874 и 884 годами Абу Саид завершил обучение, и его отправили в качестве проповедника в Фарс, в области Джаннаба, Синиз, Таввадж и Махрубан. Эта миссия оказалась весьма успешной, поскольку ему удалось привлечь на свою сторону достаточно людей и собрать немало средств, которые Абу Саид отправил к руководству, скрывавшемуся в Саламии в ожидании махди. Но в конце концов о его деятельности прознали суннитские власти. Оставшиеся в руках Абу Саида деньги и сокровища были конфискованы, но ему удалось спастись и скрыться в Басре.

## Завоевание Бахрейна
Согласно сообщению Ибн Хаукаля, в Басре Абу Саид встретился с самим Хамданом Карматом, который признал его способности и поручил возглавить миссию даи в Бахрейне, регионе в Восточной Аравии, простиравшемся от границ современного Ирака до Катара. Информации о его ранней деятельности немного, поскольку большинство летописцев игнорировало происходящие здесь события. К началу деятельности Абу Саида регион находился под полным контролем Аббасидов, и арабские источники «не могут достаточно поведать о масштабах и эффективности деятельности исмаилитов в регионе».
Согласно историку X века аль-Масуди, Абу Саид прибыл в Йемен и в провинцию Бахрейн в 886/887 году, в то время как другие источники относят его прибытие к 894, 896 или даже 899 году. Но при этом достаточно хорошо известно, что к последней из дат его власть в регионе была крепка, поэтому сообщение аль-Масуди считается наиболее достоверным. Первоначально Абу Саид занимался торговлей мукой, живя в Эль-Катифе. Но затем ему посчастливилось установить связи с влиятельным бану Санбар. Три сына вождя этого клана, Хасан, Али и Хамдан, стали его ближайшими сторонниками, а дочь первого из них — его женой. В последующие десятилетия эта семья играла важную политическую роль в новом государстве. Согласно сведениям всё того же Ибн Хаукаля и Аху Мухсина, основанная Абу Саидом община исмаилитов первоначально состояла из «мелкого люда: мясников, носильщиков и тому подобных». В Бахрейне он столкнулся с другим исмаилитским даи — Абу Закарией ат-Тамами, посланником «Завоевателя Йемена» Ибн Хаушаба, которому удалось обратить в свою веру племя килабитов. Между ними возникло определённое соперничество, но долгое время они были партнёрами поневоле, пока Абу Саид в конце концов не заключил Абу Закария в тюрьму и не убил его. Став единственным главой миссии, он сумел заручиться поддержкой предводителей не только племени килабитов, но и Бану Укайл, которые вместе стали «ядром» его военных сил.
По словам немецкого востоковеда Х. Халма, бедуинские племена были «идеальной целевой группой» для даи. Аху Мухсин, который, по всеобщему признанию, являлся противником исмаилитского движения, описывает сторонников Абу Саида как «привыкших к войне, но в то же время сильных и невежественных, беззаботных и далёких от закона ислама людей, которые не знают ни пророчества, ни дозволенного и запретного». Действительно, первую группу присоединившихся к делу проповедника, Бану аль-Адбат, ячейку килабитов, все прочие избегали из-за нарушения ими обетов кровной мести. Присоединение к революционной доктрине Абу Саида давало им перспективу не только добычи и власти, но и искупления.
При поддержке сильной армии, собранной из членов бедуинских племён, Абу Саид начал нападения на поселения Аббасидов в регионе: Катиф, Эль-Зара, Сафван, Дахран, Эль-Хаса и Джаваса. Его экспедиции доходили вплоть до Сухара на востоке (который ему даже удалось захватить, причём не с первой попытки) до Билад аль-Фаладжа на западе и Ябрина на юге. Из-за его деятельности провинция в центре Аравии — Ямама — оказалась опустошена и обезлюдела, а местные племена Бану Кушайр и Бану Сад перебиты или изгнаны. По словам востоковеда В. Маделунга, эта провинция, скорее всего, так и не была взята под контроль, хотя карматы вступили в конфликт с Бану Ухайдир, которые правили ею в то время, а позже стали их союзниками. В какой-то момент Абу Саид даже захватил остров Авал (современный Бахрейн) и ввёл там пошлины на судоходство (точные даты не установлены).
В 899 году в движении исмаилитов произошёл серьёзный раскол после того как Саид ибн аль-Хусейн, руководитель исмаилитского движения в Саламии, заявил о нежелании ожидать возвращения одиннадцатого имама и объявил себя махди. Хамдан Кармат и Абу Мухаммад Абдан выступили решительно против этого и не признали в Саиде махди. Вскоре после этого первый из них исчез, а второй был убит по указанию из Саламии. После исчезновения Хамдана термин «карматы» сохранился за всеми исмаилитами, которые отказывались признавать притязания Саида, а затем и династии Фатимидов как глав движения. Абу Саид также отверг притязания Саида. Помимо идеологических причин и верности своим хозяевам, свою роль в этом решении могли сыграть и политические соображения, поскольку, по словам Маделунга, это была «благоприятная возможность стать полностью независимым». Именно в это время, согласно Ибн Хаукалю, он посадил в тюрьму и казнил своего соперника Абу Закарию ат-Тамами, поскольку тот остался верен Саиду. В последующие десятилетия Фатимиды предпринимали попытки заставить карматские общины признать их лидерство, но, хотя в некоторых областях они добились успеха, на протяжении всего своего существования карматы в Бахрейне отказывались это сделать. Однако Абу Саид не пытался скоординировать свои действия с другими карматскими группами, действовавшими на территории Аббасидов. В частности он не пришёл на помощь повстанцам Закаравейха ибн Михравейха и его сыновьям в 901—907 годах, в том числе не участвовал в сражении при Таманне.
К концу 901 года последователи Абу Саида контролировали большую часть региона за исключением его столицы Хаджар, которую всё ещё удерживали Аббасиды. На севере им удалось продвинуться до окрестностей Басры. Её жителей крайне встревожило падение Катифы, из-за чего карматы оказались у границ города. При этом ранее Басра не имела укреплений, и лишь угроза нападения людей Абу Саида привела к началу работ по спешному возведению кирпичной кладки. В начале 900 года карматы приступили к осаде Хаджара. Город сопротивлялся в течение 3 месяцев. Абу Саид в это время расположил оперативную базу в трёх километрах от города в Ал-Ахсе. Узнав об осаде, в апреле того же года халиф Аббасидов аль-Мутадид назначил своего полководца аль-Аббаса ибн Амра аль-Ганави наместником Бахрейна и Ямамы и направил его во главе отряда в 2 тысячи солдат регулярных сил при поддержке неизвестного числа добровольцев в атаку на карматов. 31 июля на солончаке в двух днях пути от Катифа аббасидская армия потерпела поражение в битве с войсками Абу Саида. Последним удалось взять в плен до 700 человек, включая аль-Ганави. Многие из обычных бойцов аббасидской армии скончались от жары и жажды. Военачальника позже отпустили, но остальных пленных казнили. После этого успеха город пал, но всё в том же 901 году Аббасидам удалось отбить его, поскольку Абу Саид в это время возглавлял экспедицию в районе Басры. В конце 903 года аббасидский наместник Ибн Бану передал центральному правительству, что ему удалось захватить Катифу, разбив армию карматов и убив назначенца Абу Саида. Тем не менее, примерно в это же время или немногим позже Хаджар вновь сдался карматам, которые смогли прервать поставку воды в город. Многие из жителей бежали в Аваль, Сираф и другие поселения. Оставшиеся в городе жители были или перебиты, или обращены в рабство в ходе разграбления города.
Несмотря на учинённые разрушения, Хаджар всё равно оставался столицей и главным городом Бахрейна. Однако Абу Саид жил в резиденции в оазисе ал-Ахса. Оттуда он, по словам Халма, правил «как классический арабский принц». Отсюда же карматы совершили ряд набегов на окрестности Басры, как для захвата рабов, так и для мести местному племени Забба за участие в кампании 900 года. Самый заметный из этих набегов произошёл в июле/августе 912 года, и хотя местный аббасидский наместник, по сообщениям, не смог противостоять вторгнувшимся карматам, источники сообщают о крайне небольших силах, возможно, не превышавших 30 человек.